# C數
c數（英語：c-number）是狄拉克用過的一種命名法，用來表示量子力學中可以交換相乘次序而結果不变的量（一般是純量），和對應的是q數，q數不滿足乘法交換律，一般是算符。